# 福井城址大名町駅
福井城址大名町駅（ふくいじょうしだいみょうまちえき）は、福井県福井市大手にある、福井鉄道福武線の停留場。駅番号はF21。
当駅で福井駅停留場への支線が分岐している。

## 歴史
- 1933年（昭和8年）10月15日：福武電気鉄道の福井新駅（現・赤十字前駅） - 福井駅前駅（現・福井駅停留場）開業の際に大名町駅が開業。
- 1950年（昭和25年）11月27日：大名町駅を本町通り駅に改称。本町通り - 田原町間開業に伴い、市役所前駅開業[1][2]。大名町駅から向かっていた福井駅前方面へは市役所前駅分岐となる[2]。
- 2002年（平成14年）7月15日：本町通り駅廃止[3]。
- 2017年（平成29年）12月11日：リニューアル工事に伴い、新停留場が供用開始。また停留場の配置・運用方法も変更される[4][5]。
- 2018年（平成30年）3月24日：福井城址大名町駅に改称[6]。福井城址の玄関口としてイメージできるようにする目的[7]。
- 2019年（令和元年）11月8日：福井銀行と福井新聞社が発行・運営する電子マネー「JURACA」を利用したICカード決済の実証実験を当駅にて実施（同年11月20日まで）[8][9][10][11]。

※各駅の開業日は今尾恵介監修『日本鉄道旅行地図 6号 北信越』（新潮社、2008年）p.25、開業区間は『鉄道要覧』などによる。

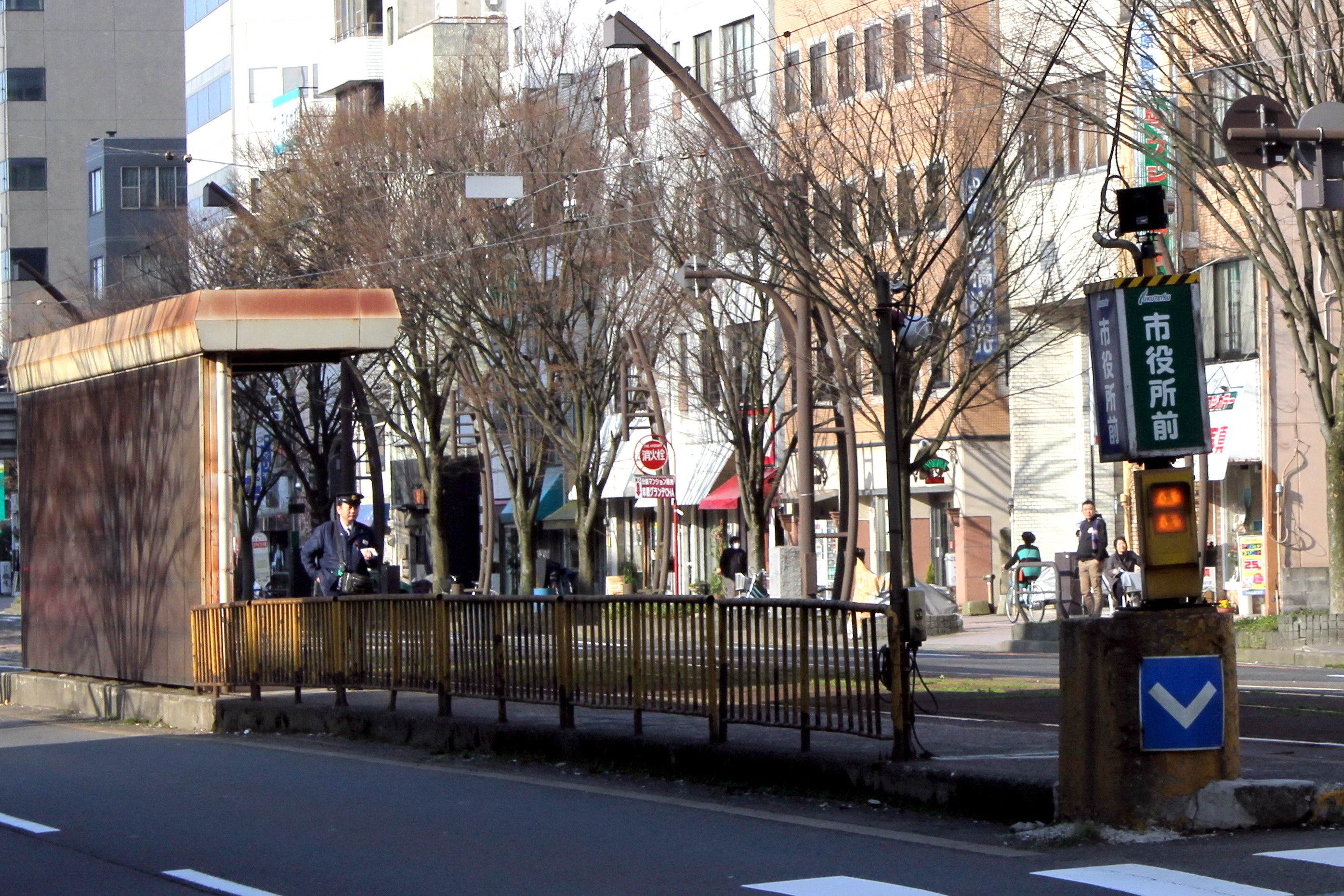
移転前の田原町方面ホームと待合所（2013年3月）

### 本町通り駅
大名町交差点を挟んで市役所前駅の南側（北緯36度3分43.7秒 東経136度13分2.3秒 / 北緯36.062139度 東経136.217306度）には、本町通り駅（ほんまちどおりえき）という駅があった。武生方面行きホームのみ設置されていたが、すぐ南を流れる足羽川に架かる幸橋の架け替えを機に、2002年7月15日をもって廃止となった。

## 停留場構造
相対式ホーム（安全地帯）2面2線を有する地上駅。ホーム2つとも屋根がある。1番ホームにはすべての方面行きの電車が、2番ホームには田原町行き以外の方面行きの電車が停車する。2017年（平成29年）7月にバリアフリー化も含めた整備工事に着手。同年12月11日に供用開始され、従来交差点を挟んで離れていた上下方向のプラットホームが、横断歩道から直接利用可能な向かい合わせプラットホームへ改良された。これ以前は、上り方向のプラットホームのみ、大名町交差点地下横断歩道の階段を上る必要があり、車いす利用者は介助がなければ利用できなかった。プラットホームは約35メートルの長さ、約2メートルの幅があり、うち約24メートルが屋根付きになっていて、福井鉄道福武線を走行する他車両よりも編成が長いF1000形（FUKURAM）に乗降車する際も、荒天時に傘をささずに利用できるようになった。
| 番線 | 路線                                 | 方向 | 行先                                   | 備考                                         |
| ---- | ------------------------------------ | ---- | -------------------------------------- | -------------------------------------------- |
| 1    | ■福武線 （フェニックス田原町ライン） | 下り | 福井駅・田原町・鷲塚針原方面           | 一部電車は福井駅を経由しない                 |
| 1    | ■福武線 （フェニックス田原町ライン） | 上り | 赤十字前・西鯖江・たけふ新方面         | 福井駅方面からの到着電車                     |
| 2    | ■福武線 （フェニックス田原町ライン） | 上り | 福井駅・赤十字前・西鯖江・たけふ新方面 | 田原町方面からの一部電車は福井駅を経由しない |

## 停留場周辺
当停留場は福井県道30号福井丸岡線（フェニックス通り）の中央に立地。停留場周辺は大名町と呼ばれる区域で、官庁街や駅前通りに近い。東側には福井県庁、福井市役所、福井中央郵便局が、西側には2つある地元銀行の福井銀行、福邦銀行双方の本店、その先は北陸地方の代表的な歓楽街の一つである順化（片町）と呼ばれる区域となっている。南東側には福井佐佳枝郵便局がある。
- 福井県繊協ビル・一般社団法人福井県繊維協会・大名町地下道（地下街）
- 福井警察署 大手交番
- 福井市企業局
- ホテルフジタ福井
- 福井パレスホテル
- メトロ会館（映画館）
- 佐佳枝廼社
- 福井神社
- 福井市中央公園
- 福井市グリフィス記念館

### 大名町交差点について
当駅のある大名町交差点は、福井市の中心部である。この交差点には当駅から見て南北（武生 - 田原町間）に市内軌道線の本線があり、当駅から交差点を南東方向に行く支線（福井駅前駅行き、通称「ヒゲ線」）がある。
旧電停時代は、当駅から武生・福井駅前方面に向かう場合、駅の武生方面ホームに設置されている分岐器の転轍ボタン（列車の乗務員室から手の届く位置にある）を操作する必要があるため、全列車がまず当駅の田原町方面ホームに一旦停車、次いで（後部車両の運転席に運転士が入って）折り返し、渡り線を通り武生方面のホームに転轍操作のため再び停車し発車、と当駅のホーム2つともに停車することになっていた。なお武生方面発福井駅前行きは田原町方面ホーム、逆方向は武生方面ホームで乗降扱いを行っていた。
リニューアル工事に伴う新停留場供用に伴い、当該運用は見直しとなり、停車は1回となった。

## 隣の駅
福井鉄道
■福武線
■臨時急行
神明駅 (F8) - 福井城址大名町駅 (F21)（ - 福井駅停留場）
■急行（朝の一部列車）
赤十字前駅 (F18) - 福井城址大名町駅 (F21)（ - 福井駅停留場）
■急行・■区間急行・■普通
足羽山公園口駅 (F20) - 福井城址大名町駅 (F21) - 仁愛女子高校駅 (F23)
■福武線（支線）
■急行・■区間急行・■臨時急行・■普通
福井城址大名町駅 (F21) - 福井駅停留場 (F22)